# Carolin Koch

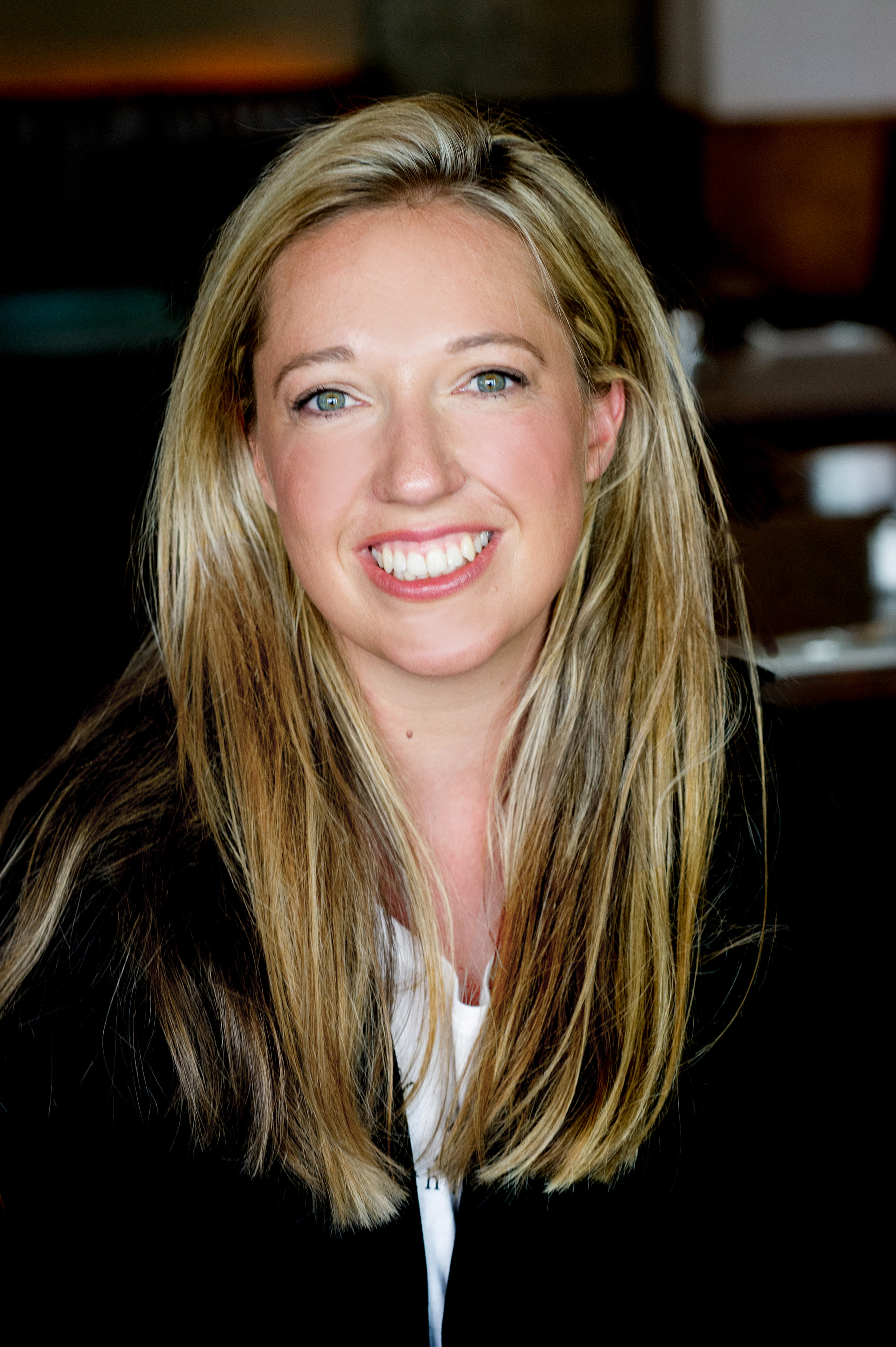
Carolin Koch (2023)

Carolin Koch (* 6. Januar 1989 in Erfurt, Deutsche Demokratische Republik) ist eine deutsche Schauspielerin und Sängerin.

## Werdegang
Carolin Koch wurde 1989 in Erfurt geboren und verbrachte dort die ersten neun Jahre ihres Lebens. Anschließend zog sie mit ihren Eltern nach Wandersleben (Drei Gleichen). 2010 erhielt sie von der Universität Erfurt ihren Bachelor-Abschluss in Musik- und Kindheitspädagogik. Koch zog nach München und absolvierte eine Ausbildung in Schauspiel, Gesang und Tanz an der Abraxas-Musical-Akademie, welche sie 2013 mit einem Diplom abschloss.
Bereits im Kindesalter sammelte sie Bühnenerfahrungen. Seit dem zwölften Lebensjahr erhielt Koch professionellen Gesangsunterricht und trat bei regionalen Gesangswettbewerben auf. 2006 spielte sie ihre erste Rolle in Mechthild von Schoenebecks Musical Mahlzeit.
Im Alter von 18 Jahren bot man ihr die Stelle als Regieassistentin von Dirk Schattner an, an dessen Seite sie Stücke wie Der Graf von Gleichen, Édith Piaf, Romeo und Julia und Max und Moritz am Nationaltheater Weimar begleitete. 2009 folgte dann ein Engagement am Galli Theater Erfurt, wo sie Rollen wie die Prinzessin im Froschkönig oder Rotkäppchen verkörperte.
Während ihrer Ausbildung zur Diplom-Musicaldarstellerin spielte sie Ginger im Musical Das beste kleine Freudenhaus in Texas unter dem Regisseur Paul Graham Brown und dem Choreografen Tim Zimmermann, sowie Irene Molloy in Hello, Dolly! unter der Leitung von Michael Kitzeder.
2011 bis 2013 war Koch Mitglied der Girlband Spectacular Five, die mit dem Song Heaven is here im Jahr 2012 den Titel „Best Emotional Song“ gewann.
Für den Frankenkrimi Seilschaften von Karl Heilmann stand Koch 2013 das erste Mal vor der Kamera als Susi Mayer. Es folgten mehrere Commercial- und Fernsehdrehs u. a. für Sky Deutschland, Fujitsu, Siemens und Die Bayerische, sowie Drehtage für das ZDF-Format Aktenzeichen XY … ungelöst und Vorsicht Falle!.
In der Welturaufführung des Musicals Edison am Landestheater Niederbayern in Straubing spielte sie 2014 Edison’s Mutter Nancy. 2015 folgte ein Engagement für das Musical Die Schatzinsel der Spotlight Musicalproduktion am Schlosstheater in Fulda.
2017 produzierte Koch zusammen mit Michelle Tönnies und Saskia Most den Teaser zu ihrer eigenen Kinder- und Jugendserie Schloss Makani mit Sabine Vitua in der Hauptrolle.
Bei einem Vorsingen 2021 für das Musicalprojekt Live Your Dreams von Jürgen Solys bekam Koch die Hauptrolle der Lucy angeboten.
Neben Dreharbeiten steht Carolin als Sängerin auf der Bühne u. a. für die „Michael Jackson Tribute Show“, „Elvis – The Musical Story“ und „The PINK Project“ by Angie Helfrich.
Seit 2022 tourt Koch als Sängerin der Donikkl Crew mit Kinder-Partykonzerten durch Deutschland.
2025 gründete Carolin Koch gemeinsam mit Larissa-Mariell Hoffmann die Ostrockband WG89, mit der sie als Sängerin auf der Bühne steht.

## Filmografie (Auswahl)
- 2013: Seilschaften
- 2013: Emilys Spiel aka Necromantia
- 2014: Kadim Dostum (Fernsehserie, Fox)
- 2017: Schloss Makani – Das Experiment
- 2019: Aktenzeichen XY – Vorsicht, Betrug! (Fernsehreihe, ZDF)
- 2020: Vorsicht Falle! (Fernsehserie, ZDF)
- 2022: Die Magd
- 2023: It Is Here
- 2023: Achtung, Verbrechen! (Fernsehreihe, RTL)
- 2024: The Artifact

## Engagements (Auswahl)
- 2007–2008: Der Graf von Gleichen (Musical) (Regieassistenz / Ensemble)
- 2009: Rotkäppchen (Rotkäppchen)
- 2009: Der Froschkönig (Prinzessin)
- 2013: Das beste, kleine Freudenhaus in Texas (Ginger)
- 2013: Hello, Dolly! (Musical) (Irene Molloy)
- 2014: Edison (Nancy Edison)
- 2014: Jesus Christ Superstar (Sängerin)
- 2015: Die Schatzinsel (Wirtin / Ensemble)
- 2017–2019: Ein festlicher Weihnachtszauber (Solistin)
- 2017–2019: Broadway Melodies (Solistin)[19]
- 2018: Michael Jackson – Remember the time (Sängerin)
- 2021: Live your dreams (Lucy)
- 2022: Chicago (Musical) goes Blasmusik (Erzählerin / Liz)
- seit 2022: Donikkl Crew (Sängerin)
- 2024: ELVIS – The Musical Story (Sängerin)
- seit 2024: The PINK Project by Angie Helfrich (Sängerin)

## Diskografie
- Die Schatzinsel (Musical-CD) – Original Fulda Cast 2015

## Preise und Auszeichnungen
- 2022: Silk Road Film Awards Cannes [fr] /  Best Actress in Mini Short Film in „Die Magd“
- 2022: Europe Film Festival U.K. [uk] / Beste Schauspielerin – Kurzfilm in „Die Magd“